# Hamnavoe (Yell)

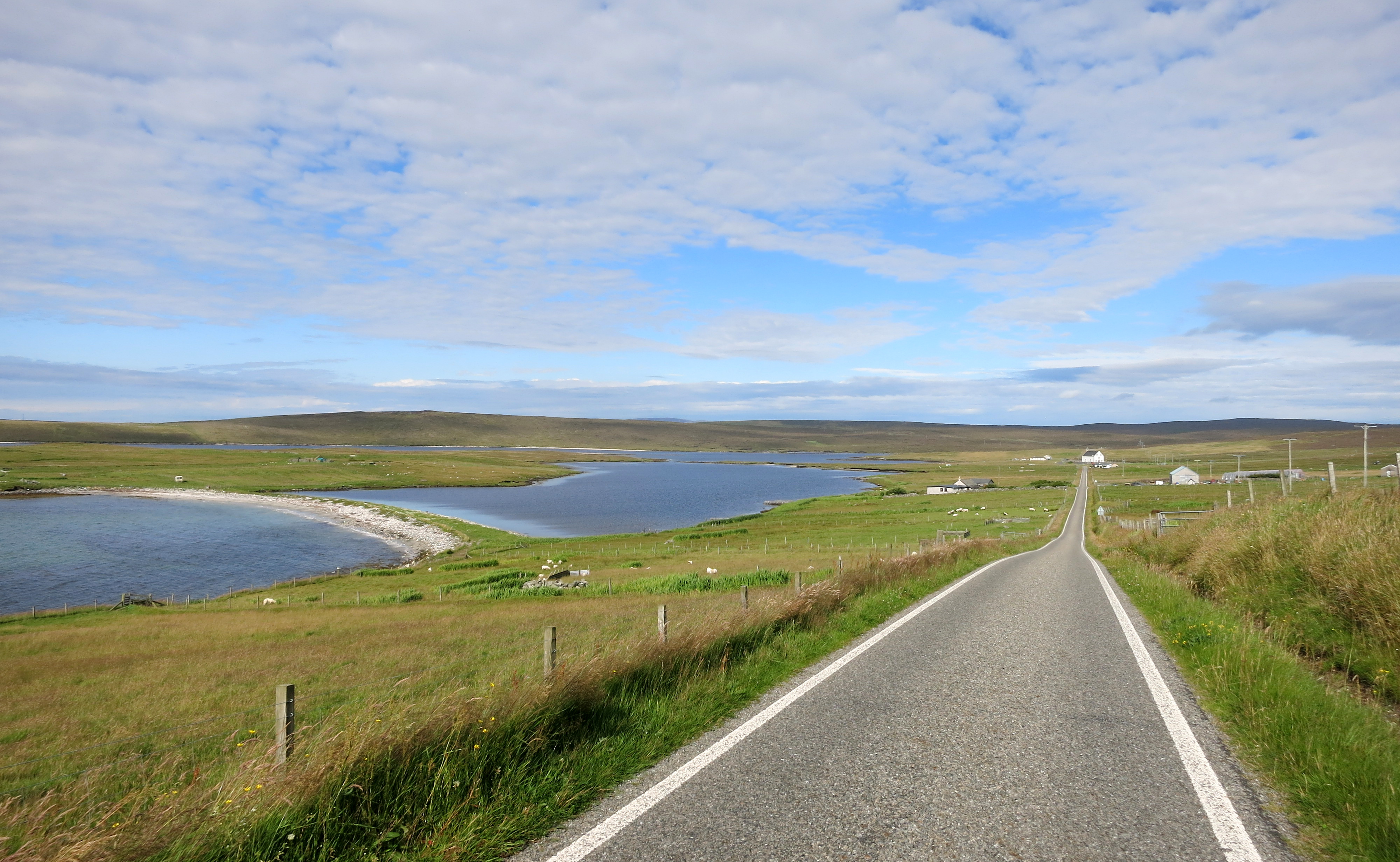
Blick auf den Ort

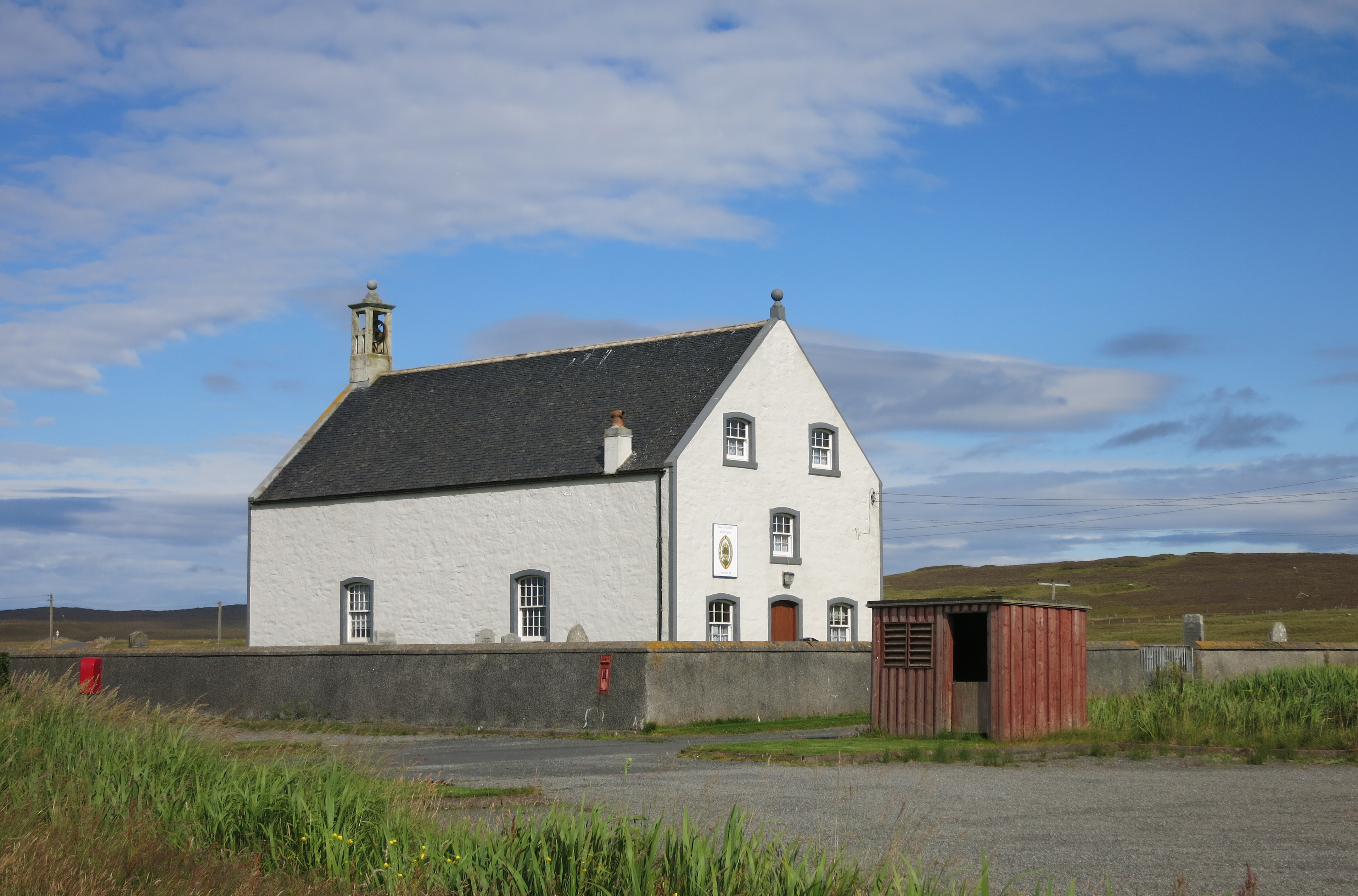
Die Kirche von Hamnavoe

Hamnavoe ist eine Ortschaft, die im Norden der zu Schottland zählenden Shetlands liegt.

## Geographie
Hamnavoe ist eine kleine Siedlung, die am nordöstlichen Ufer der Meeresbucht Hamna Voe im Süden der Insel Yell liegt. Getrennt werden Bucht und Ort durch die kleine Halbinsel Ness of Galtagarth. Ortschaften in der Nähe sind Ulsta im Westen und Burravoe im Osten.

## Historisches
Im Rahmen der historischen Gliederung Schottlands in Civil Parishes zählt Hamnavoe zu Yell. Im Ort ist die Kirche St Magnus Kirk 1977 als Listed Building der Kategorie B unter Denkmalschutz gestellt worden.